# واکیگان (ایلینوی)
واکیگن، ایلینوی (به انگلیسی: Waukegan, Illinois) یک شهر در ایالات متحده آمریکا با جمعیت ۸۹٬۰۷۸ نفر است که در ایلینوی واقع شده است.

## موقعیت جغرافیایی
موقعیت جغرافیایی شهرها و مناطق اطراف به شرح زیر است: